# Gruppen Union for Europa
Gruppen Union for Europa (UFE) var en konservativ politisk gruppe i Europa-Parlamentet. Gruppen eksisterede fra 1995 til 1999.
Parlamentsgruppen bestod af:
- Italien: Forza Italia med 25 medlemmer (indtil 15. juni 1998)
- Frankrig: Rassemblement pour la République (PPR) med 14 medlemmer
- Irland: Fianna Fáil med 7 medlemmer
- Portugal: Centro Democrático e Social – Partido Popular med 3 medlemmer
- Grækenland: Politisk forår (Πολιτική Άνοιξη, Politiki Anixi) med 2 medlemmer